# BCL2L12
Le BCL2L12 est une protéine appartenant à la famille de Bcl-2. Son gène, BCL2L12 est situé sur le chromosome 19 humain.

## Rôles
Il est activé par le PAR2 et le facteur de nécrose tumorale, permettant l'inhibition de l'expression de l'interleukine 10 par les lymphocytes B.
Il a un rôle de facilitateur tumoral en inhibant le p53.
Il est exprimé par les lymphocytes CD4+ au cours d'une myocardite, permettant une augmentation de l'expression de l'interleukine 4.